# Kelland O’Brien
Kelland O’Brien (ur. 22 maja 1998 w Kew) – australijski kolarz torowy i szosowy, brązowy medalista olimpijski i trzykrotny medalista mistrzostw świata.

## Kariera
Pierwsze sukcesy w karierze osiągnął w 2015 roku, kiedy zdobył złoty medal w madisonie i brązowy w indywidualnym wyścigu na dochodzenie podczas torowych mistrzostw świata juniorów w Astanie.
W kategorii elite pierwsze medale wywalczył w 2016 roku, zwyciężając w drużynowym wyścigu na dochodzenie i madisonie oraz zajmując trzecie miejsce w indywidualnym wyścigu na dochodzenie podczas kolarskich mistrzostw Oceanii w Melbourne.
Na mistrzostwach świata w Hongkongu w 2017 roku wspólnie z kolegami zdobył złoty medal w drużynowym wyścigu na dochodzenie. Na tych samych mistrzostwach zajął trzecie miejsce w wyścigu indywidualnym, w którym wyprzedzili go jedynie jego rodak, Jordan Kerby i Włoch Filippo Ganna. W obu tych konkurencjach zdobył złote medale podczas kolarskich mistrzostw Oceanii w Cambridge. W 2018 roku wraz z kolegami z reprezentacji zdobył złoty medal w drużynowym wyścigu na dochodzenie na igrzyskach Wspólnoty Narodów w Gold Coast. W tej samej konkurencji zdobył też złoto na mistrzostwach świata w Pruszkowie w 2019 roku oraz brąz podczas igrzysk olimpijskich w Tokio.